# Municipio de Spring Creek West
El municipio de Spring Creek West (en inglés: Spring Creek West Township) es un municipio ubicado en el condado de Dent en el estado estadounidense de Misuri. En el año 2010 tenía una población de 4157 habitantes y una densidad poblacional de 34,04 personas por km².

## Geografía
El municipio de Spring Creek West se encuentra ubicado en las coordenadas 37°38′52″N 91°35′51″O / 37.64778, -91.59750. Según la Oficina del Censo de los Estados Unidos, el municipio tiene una superficie total de 122.12 km², de la cual 121.71 km² corresponden a tierra firme y (0.34%) 0.41 km² es agua.

## Demografía
Según el censo de 2010, había 4157 personas residiendo en el municipio de Spring Creek West. La densidad de población era de 34,04 hab./km². De los 4157 habitantes, el municipio de Spring Creek West estaba compuesto por el 96.27% blancos, el 0.26% eran afroamericanos, el 1.08% eran amerindios, el 0.24% eran asiáticos, el 0.1% eran isleños del Pacífico, el 0.26% eran de otras razas y el 1.78% pertenecían a dos o más razas. Del total de la población el 0.82% eran hispanos o latinos de cualquier raza.